# Greyson Chance
Greyson Michael Chance (Wichita Falls, 16 agosto 1997) è un pianista, cantante e youtuber statunitense, noto per il video YouTube della sua interpretazione di Paparazzi di Lady Gaga al sixth-grade music festival nell'aprile del 2010, per cui ottenne oltre 67 milioni di visualizzazioni.
Due delle sue originali composizioni, Stars e Broken Hearts hanno guadagnato oltre 5 e 9 milioni di visualizzazioni sul suo canale Youtube. Il suo debutto è avvenuto con il singolo Waiting Outiside the Lines, pubblicato nell'ottobre 2010. L'album di debutto, Hold on 'Til the Night, è uscito  il 2 agosto 2011.
Greyson torna all’attivo nel 2019, pubblicando il suo secondo disco Portraits.

## Biografia

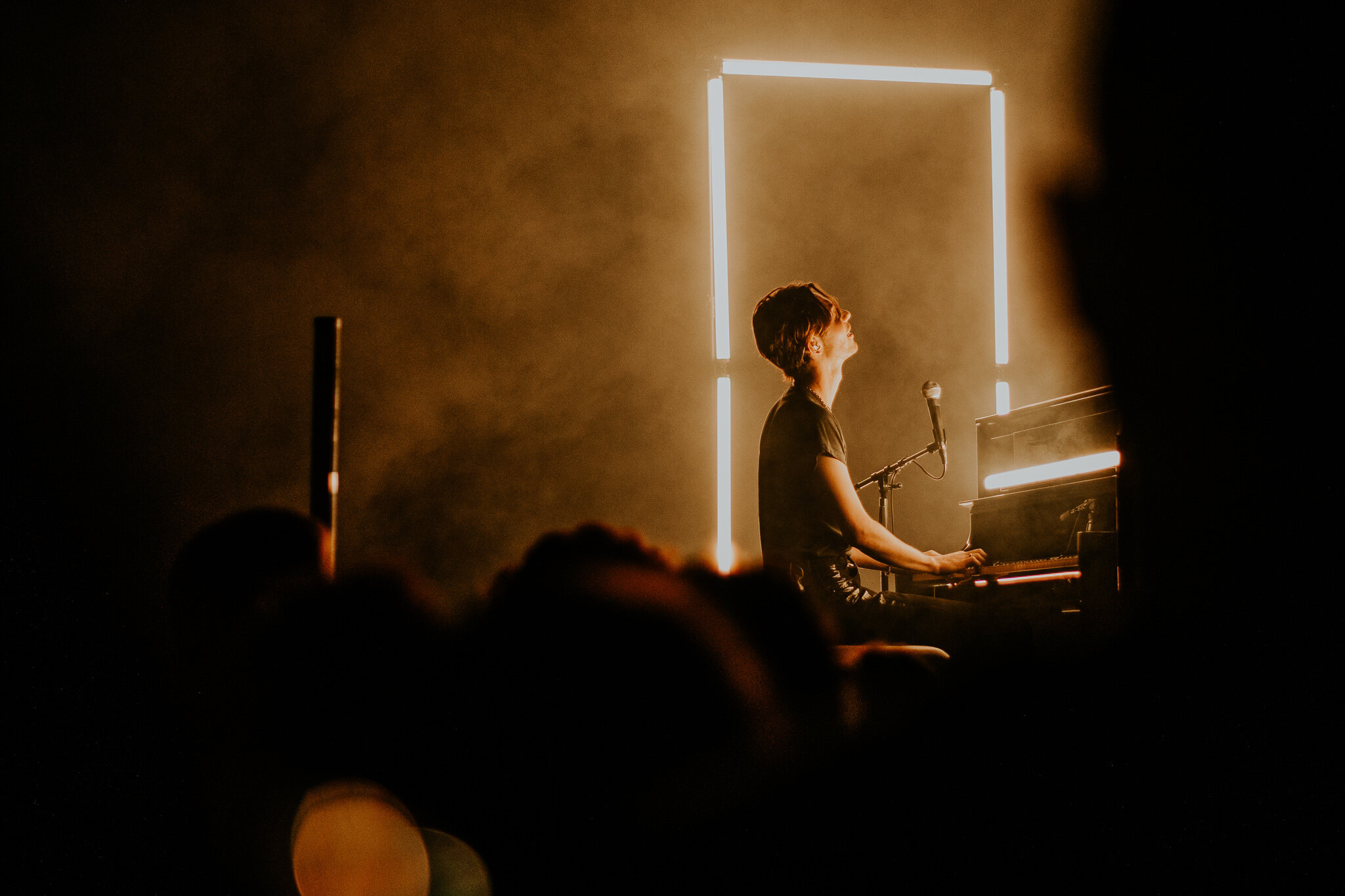
Greyson Chance in concerto

Greyson, nato a Wichita Falls in Texas, è il più piccolo dei figli di Scott e Lisa Chance. Greyson cominciò a suonare il piano all'età di otto anni e ha frequentato tre anni di lezioni di pianoforte; tuttavia, non ha mai avuto un insegnante di canto.

## Influenze
Sulla sua ispirazione, dice: "Amo gli artisti che sono in grado di comunicare le loro emozioni attraverso musica e canto dal cuore. Questo è quello che spero di fare con le mie canzoni". Prese ispirazione da Lady Gaga, dopo aver visto la sua performance di Paparazzi agli MTV Video Music Awards nel 2009; a tal proposito, il cantante ha dichiarato: "Sono stato colpito dalla sua performance. Amo il suo senso di dramma e teatralità, in più è un'eccezionale cantante e pianista". Greyson si ispira inoltre ad artisti come Christina Aguilera, Elton John, John Lennon, la rock band Augustana, cantanti R&B come John Legend. Nel 2011 ha preso parte a una puntata di So Random!.

## Vita privata
Nel 2017, Chance stava frequentando l'Università di Tulsa per specializzarsi in Storia, ma in seguito si è ritirato per concentrarsi sulla musica.
Nel 2017 tramite il suo profilo Instagram, fa coming out.

## Discografia

### Album in studio
- 2011 - Hold On 'Til the Night'
- 2019 - Portraits

### EP
- 2012 - Truth Be Told, Part 1

### Singoli
- 2010 - Waiting Outside the Lines
- 2011 - Unfriend You
- 2011 - Hold On 'Til the Night
- 2012 - Sunshine + City Lights
- 2015 - Thrilla in Manila
- 2015 - Meridians

### Tour
- Dancing Crazy Tour: Miranda Cosgrove e Greyson Chance.
- Waiting 4U Tour: Cody Simpson e Greyson Chance.

## Filmografia
- Aiutami Hope! (Raising Hope) – serie TV, episodi 2x01, 2x09, 2x21 (2011-2012)
- So Random! – serie TV, episodio 1x02 (2011)